# Г'ю з Лінкольна
Г'ю з Лінкольна (нар. 1246 — † серпень 1255 року, Лінкольн, Англія) — англійський хлопчик, чиє можливе вбивство в XIII столітті,  вчинене, відповідно до малообґрунтованих місцевих вірувань, нібито євреєм, було оголошене «ритуальним вбивством» та послужило джерелом культу, матеріалом для балади, сюжет якої заснований на вигаданих обставинах загибелі хлопчика.
У XII сторіччі були наміри канонізувати Г'ю, його неофіційним днем вшановування було 27 липня. Проте Г'ю ніколи не був офіційно канонізований католицькою церквою, зараз його культ практично зійшов нанівець і згадується тільки у зв'язку зі схожими історичними звинуваченнями. Г'ю вважався англійським місцевим святим, проте англіканська церква також не підтримує сьогодні культ Г'ю з Лінкольна.

## Опис
За часів Генріха III єврейське населення було обкладене значними податками. На початку 1255 року король Генріх III продав свої права на податки з євреїв своєму брату Річарду, графу Корнволльському. Втративши це джерело доходу, король вирішив, що має право на гроші євреїв, які були засуджені за злочини.
31 липня дев'ятирічний Г'ю зник, і його тіло було знайдено в колодязі 29 серпня. Канонік Джон Лексінгтонський з Лінкольнського собору стверджував, що цей злочин зробив місцевий єврей, і оголосив цю подію «ритуальним вбивством» євреями християнських дітей. Звинувачений у вбивстві єврей на ім'я Копин (або Джоупін) під тортурами зізнався у вбивстві дитини і звинуватив єврейську громаду в цілому, після чого він був страчений. У результаті цього дев'яносто євреїв були звинувачені в причетності до вбивства і були заарештовані до Тауера. Після суду вісімнадцять євреїв були повішені, і король Генріх III забрав собі їх майно, решта ж заплатили дорогий викуп за свободу — в ті часи були поширені незаконні арешти євреїв задля отримання викупу.
Жодних спроб провести розслідування проведено не було: версії про нещасний випадок або про те, чи міг хтось інший бути винним у вбивстві, не розглядалися.

## Культ

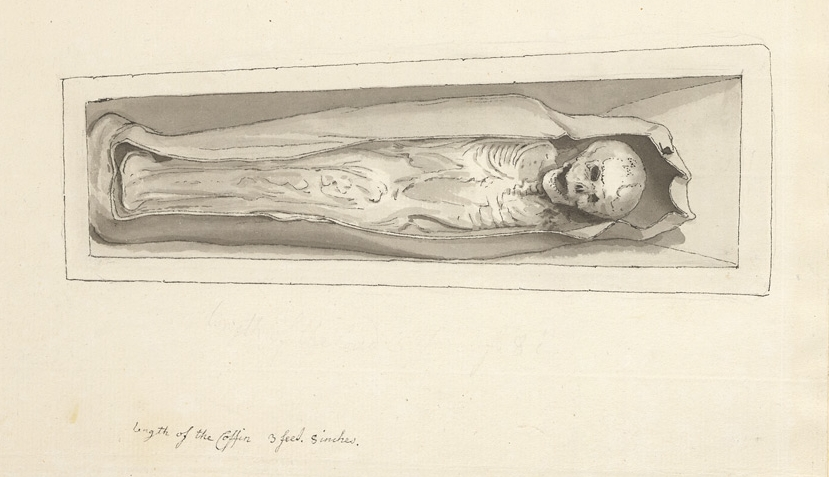
Рака з мощами Г'ю, картина Самуеля Ієроніма Грімма

Незабаром після смерті Г'ю Лінкольнський собор вирішив скористатися ситуацією та оголосити речі, пов'язані з його життям, об'єктами паломництва. Сам Г'ю став одним з наймолодших кандидатів на канонізацію. Житія святих Албана Батлера (1756-1759) вже не містили згадок про нього, а згодом культ був повністю скасований. Рака з його мощами була знята після Реформації.
У 1955 році Англіканська церква на місці, де стояла рака, встановила пам'ятну дошку, де засуджується практика кривавих наклепів, яка коштувала багатьом євреям життя, і розміщена молитва з проханням до Бога вибачити за зчинене та наставити на шлях істинний.
Офіційна на той час версія смерті Г'ю послужила основою балади «Сер Г'ю», де вбивцею нібито була дочка єврея. Одна з версій цієї балади, «Баладу про Маленького сера Г'ю», була записана у США Сесілом Шарпом. У 1975 році англійський фолк-рок гурт Steeleye Span записав пісню Little Sir Hugh в альбомі Commoners Crown, де вбивцею нібито була «дама-гей в зеленому».

## Практика юдаїзму відносно крові і жертвопринесень
Описи тортур і людських жертвопринесень в передбачуваних ритуальних вбивствах суперечать багатьом фактичним положенням юдаїзму. Насамперед, заборона на вбивство міститься в десяти заповідях Тори. Крім того, використання крові (людської чи будь-який інший) в приготуванні їжі суворо заборонено кашрутом . Кров і будь-які інші виділення людського організму є ритуально нечистими (Лев.15) . Кров убитих тварин не може вживатися в їжу, вона повинна бути виведена з тіла тварини і похована (Лев.17 :12 −13) . Згідно Книзі Левіт, кров жертовної тварини (але не людину) може бути використана лише на жертовнику Єрусалимського храму (який до часу приписуваних подій вже не існував сотні років).
У той час як жертвопринесення тварин дійсно практикувалися в стародавньому юдаїзмі , Танах (Старий Завіт) і Галаха зображують людські жертвоприношення як одне з зол, що відокремлюють язичників Ханаана від євреїв (Втор.12 : 31 , 2Цар.16 : 3) . Євреїв заборонялося брати участь у цих ритуалах (Ісх.34 : 15 , Лев.20 : 2 , Втор.18 : 12 , Іер.7 : 31) . Фактично, вимога ритуальної чистоти забороняло навіть знаходження священиків (Коенів) в одній кімнаті з людським трупом (Лев.21 : 11) . Нащадкам Коенів, згідно з релігійними канонами, Галаха забороняє навіть заходити на цвинтар.